# Región Inuvik
La región Inuvik es una de las cinco regiones administrativas en los Territorios del Noroeste. La región se compone de ocho comunidades con la sede regional ubicada en Inuvik. La mayoría de las comunidades se encuentran en la zona del mar de Beaufort y son una mezcla de los inuit (Inuvialuit) y las Primeras Naciones Gwich'in (en su mayoría).
Anteriormente, también había una división censal que Statistics Canada designó llamada Región Inuvik, la cual fue abolida en el censo de 2011 de Canadá. La extensión territorial de esta división del censo era un poco mayor que la región administrativa del mismo nombre.

## Comunidades administrativas regionales
La Región Inuvik incluye las siguientes comunidades:
| Nombre de la comunidad | Traducción                                       | Gobierno  | Población 2006 | % cambio desde 2001 | Localización                                  |
| Aklavik                | lugar de tierra árida y gris                     | Aldea     | 594            | -6.0%               | 68°13′08″N 135°00′31″O / 68.21889, -135.00861 |
| Fort McPherson         | Teet'lit Zhen; en la cima del lugar de las aguas | Aldea     | 761            | 0.4%                | 67°26′07″N 134°52′55″O / 67.43528, -134.88194 |
| Inuvik                 | lugar del hombre                                 | Pueblo    | 3,484          | 10.5%               | 68°21′42″N 133°43′50″O / 68.36167, -133.73056 |
| Paulatuk               | Paulatuuq; lugar del carbón                      | Aldea     | 294            | 2.8%                | 69°21′05″N 124°04′10″O / 69.35139, -124.06944 |
| Sachs Harbour          | Ikahuak; lugar de cruce                          | Aldea     | 122            | 7.0%                | 71°59′08″N 125°14′53″O / 71.98556, -125.24806 |
| Tsiigehtchic           | boca del río de hierro                           | Comunidad | 175            | -10.3%              | 67°26′26″N 133°44′43″O / 67.44056, -133.74528 |
| Tuktoyaktuk            | parece un caribú                                 | Aldea     | 870            | -6.5%               | 69°26′34″N 133°01′52″O / 69.44278, -133.03111 |
| Ulukhaktok             | donde hay material para ulus                     | Aldea     | 398            | 0.0%                | 70°44′11″N 117°46′05″O / 70.73639, -117.76806 |